# Тимаукель
Тимаукель (исп. Timaukel) — коммуна в Чили. Административный центр коммуны — посёлок Камерон. Население — 62 человека (2002).   Поселок и коммуна входят в состав провинции Тьерра-дель-Фуэго  и области Магальянес-и-ла-Антарктика-Чилена.
Территория коммуны —  10 758,9 км². Численность населения — 405 жителей (2017). Плотность населения — 0,04 чел./км².

## Расположение
Поселок расположен в 90 км в юго-восточном направлении от административного центра области города Пунта-Аренас и в 52 км в этом же направлении от административного центра провинции города Порвенир.
Коммуна граничит:
- на севере — c коммуной Порвенир
- на востоке — с провинцией Огненная Земля, Антарктида и острова Южной Атлантики  (Аргентина)
- на юге — c коммуной  Кабо-де-Орнос
- на западе — c коммуной Пунта-Аренас

## Демография
Согласно сведениям, собранным в ходе переписи Национальным институтом статистики,  население коммуны составляет: в 2002 г. — 423 чел., в 2017 г. — 405 чел. (из них женщин — 62).
Население коммуны составляет 0,4 % от общей численности населения области  Магальянес-и-ла-Антарктика-Чилена, при этом 100 % относится к сельскому населению и 0 % — городское население.